# Комітет у справах мистецтв при Раді міністрів УРСР
Комітет у справах мистецтв при Раді міністрів Української РСР — вищий державний орган УРСР в галузі мистецтв, входив до складу Ради Народних Комісарів (з 1946 року — Ради Міністрів) Української РСР.

## Історія
Утворений в 1936 році як Управління у справах мистецтв при РНК УРСР. У січні 1945 року Управління перейменовано в Комітет у справах мистецтв при РНК (РМ) УРСР. 10 квітня 1953 року увійшов до складу Міністерства культури УРСР.

## Голови Управління (Комітету) у справах мистецтв
- Хвиля Андрій Ананійович (1936—1937)
- Компанієць Микола Павлович (1938—1944)
- Корнійчук Олександр Євдокимович (1944—1946)
- Компанієць Микола Павлович (1946—1947)
- Пащин Микола Петрович (1947—1950)
- Копиця Давид Демидович (1950—1953)